# アルブレヒト・フォン・ゲルツ

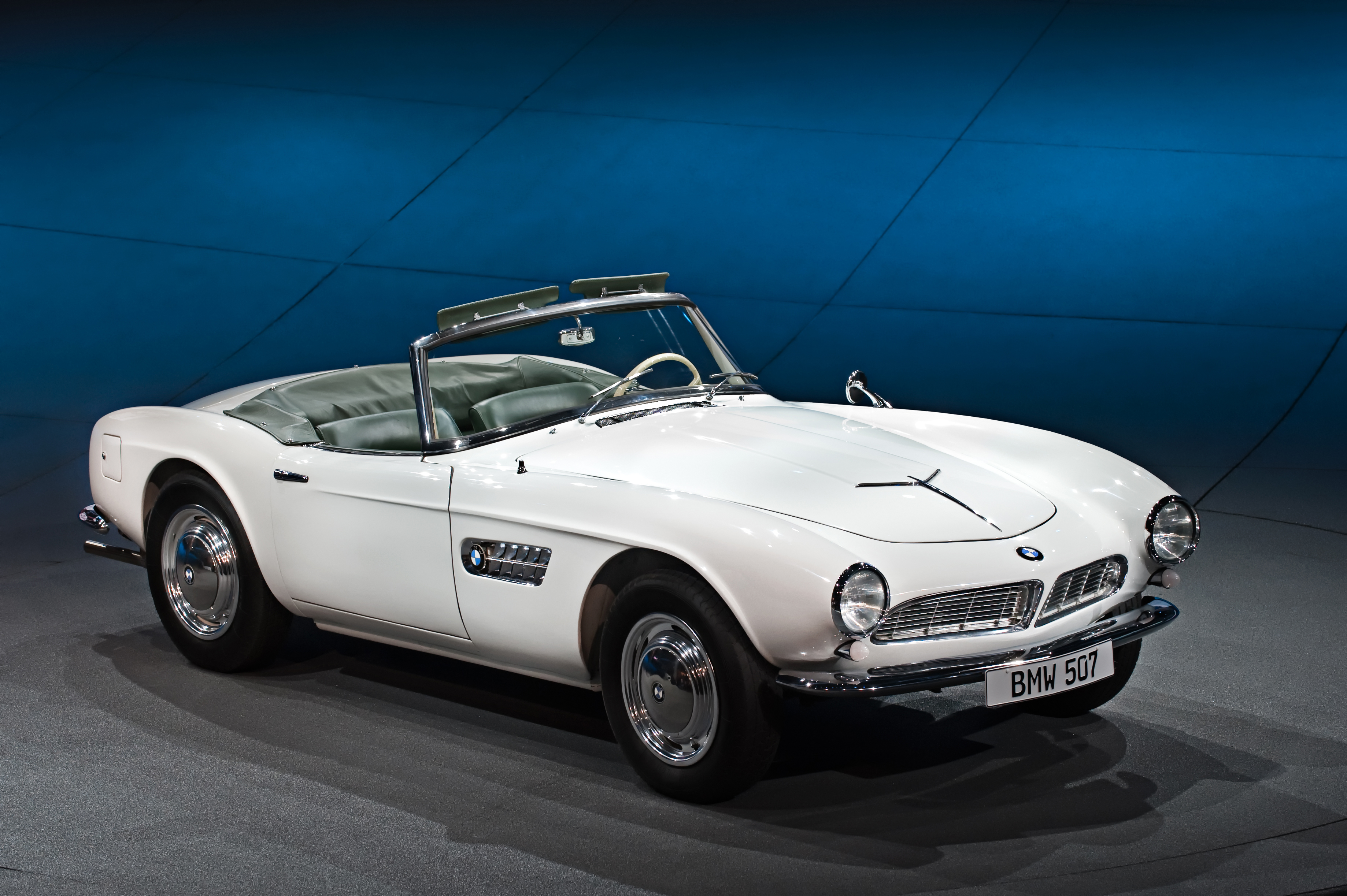
ゲルツの代表作であるBMW・507

アルブレヒト・フォン・ゲルツ（Albrecht Graf von Schlitz genannt von Görtz und von Wrisburg 、1914年1月12日 - 2006年10月27日）は、ドイツのカーデザイナーである。

## 前半生
ゲルツは、ドイツ帝国（当時）の低地ザクセン州のブルンケンゼンで、ルドルフ・フォン･ゲルツ（Rudolf Johann von Schlitz genannt von Görtz und Freiherr von Wriesburg 、1884年 - 1933年）とエルゼ・マイヤー（Else Meyer 、1882年 - 1968年）の間に3人兄弟の次男として生まれた。しかしながらゲルツは、法的問題から父親の爵位であるフライヘル（男爵）を継承しない一方、兄エーベルハルトが死去してしまったため、男爵より上の「伯爵」と自称し、現在もしばしばそのように呼ばれている。
学校を卒業後、ゲルツは実務修習生としてハンブルクのドイツ銀行に、次にロンドンのプライベートバンク（Helbert Wagg & Co ）に入行したが、そこでの将来性は明るくなかったため1936年にアメリカに移住した。彼は当初ロサンゼルスに移り洗車場で働き、次に航空機のエンジン工場に勤めた。
1938年になるとゲルツはガレージとショールームを借り、フォードA型やB型などを改造して販売し始めた。彼はマーキュリーのシャシーの上に自作のボディを架装し、それをそれを「パラゴン」と名付けた。この2ドアクーペは、1939年のニューヨーク万国博覧会に展示されている。

## スチュードベーカーとBMWデザイン
1940年にゲルツはアメリカ陸軍に入隊し5年間軍務に服した。陸軍を除隊後、彼はニューヨークで著名なデザイナーであるレイモンド・ローウィと出会う。ローウィはゲルツを自分の事務所に招待し、自動車のデザインを学ばせるためにゲルツを学校に通わせ、後にはインディアナ州のスチュードベーカーのスタジオに仕事を紹介している。
1953年にゲルツは自身のデザインビジネスを立ち上げ、アメリカでBMWの主要な輸入代理店を経営するマックス・ホフマンと知り合った。ホフマンはBMWがスポーツカーを造る計画を持っているのを知っていたので、ゲルツにミュンヘンのBMW本社に連絡するように勧めた。そしてゲルツは1955年に、BMWのために503と507の双方をデザインしている。

## その他のデザイン
ゲルツはポルシェのために仕事をしたと主張している。この「仕事」は901用の「頼まれもしないデザイン提案」であったらしく、ポルシェには採用されていない。
しかしながら彼は日産自動車にコンサルタントとして雇われ、限られた期間に何度か当時の横浜工場敷地内にあった造形部を訪れ、主に原寸大クレイモデルの作成を教えた。またゲルツは日産の2座席スポーツクーペ製作のコンサルティングも行った。フェアレディSP310型をベースに仕立てられたこの試作車は「ダットサン・クーペ1500」と名付けられ、1964年の第11回東京モーターショーに出品された後、翌1965年4月に1600ccに排気量アップされ「シルビア」として発売された。それから彼はヤマハ発動機と協力してもう1台、開発コード「A550X」、通称「日産・2000GT」という試作車の仕事もした。日産がこの計画を放棄した後でヤマハは、この日産・2000GTを見本として使いトヨタ自動車に接近した。
その後トヨタはヤマハとともに仕事をし、これがトヨタ・2000GTとなった。幾つかの主張に反し、ゲルツはトヨタと直接仕事をしたことは1度も無い。またゲルツがダットサン・240Zの仕事に携わったという通説も、根拠が無いものである。
ゲルツ最後のデザインは、スタインウェイ・アンド・サンズのハンブルク工場落成125周年を記念して作られたグランドピアノである。

## 家族
ゲルツは、ドイツとアメリカで活躍した女優であるルリ・フォン・ボーデンハウゼン（本名はユリー・ドロテア、1902年 - 1951年）と1940年にニューヨークで結婚したが、1942年に離婚した。その後1957年にズザンネ・ネッテルと結婚し、一人息子のペーター・ヨーゼフが1959年に生まれた。

## 代表作
- BMW・503（1955年）
- BMW・507（1955年）
- シルビア1600クーペ（1965年）

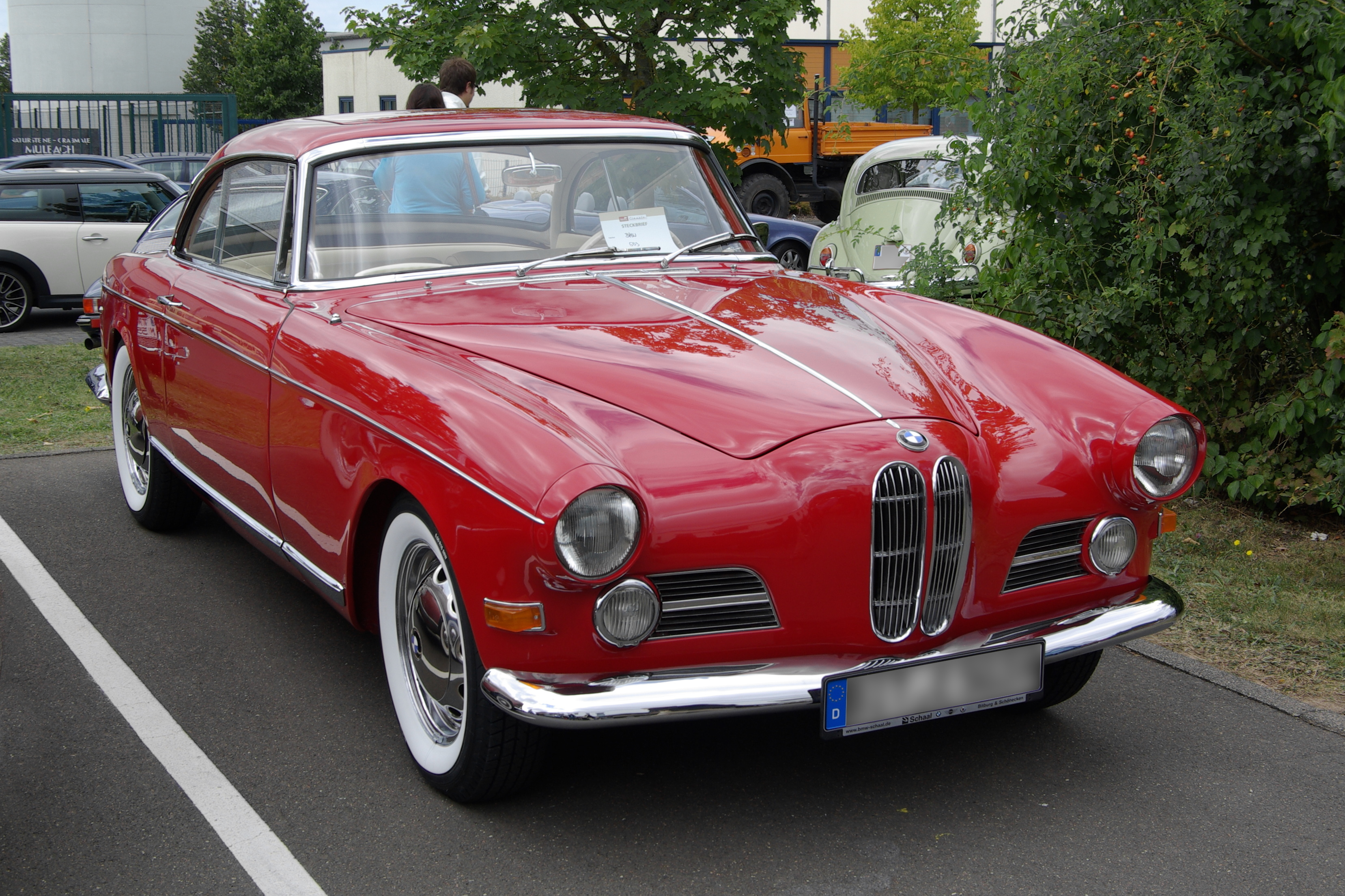
BMW・503（カブリオレ）
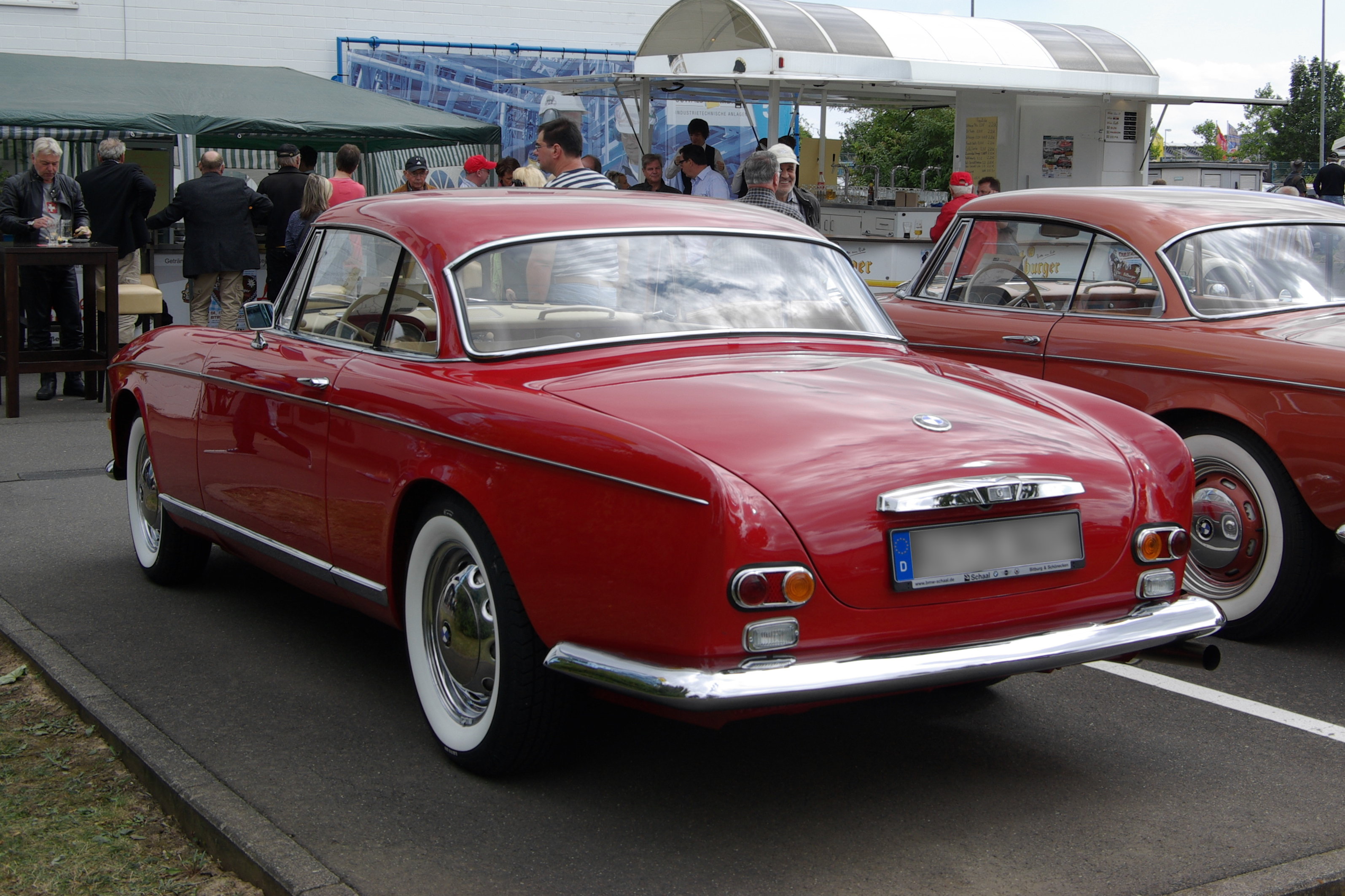
BMW・503（クーペ）
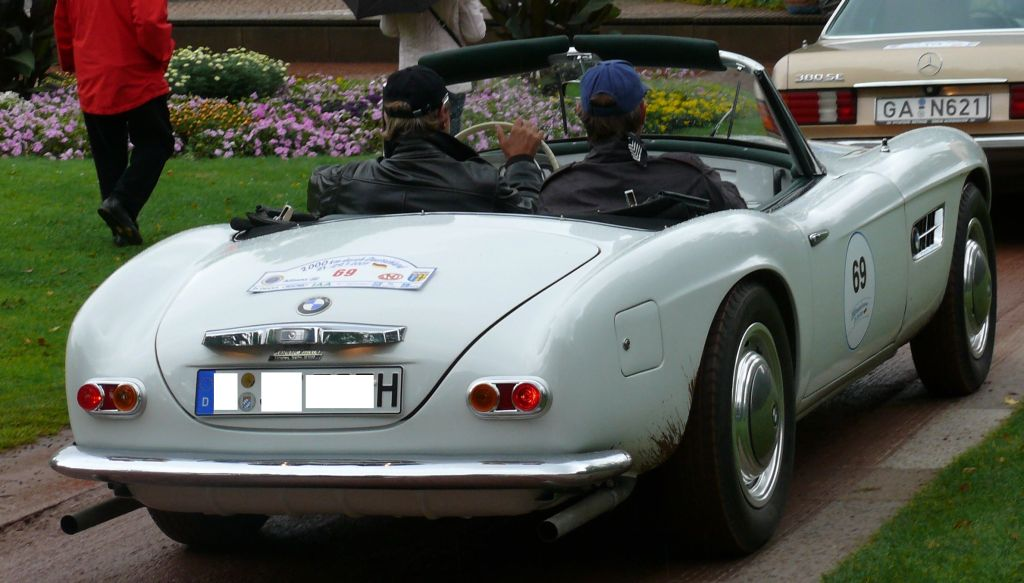
BMW・507
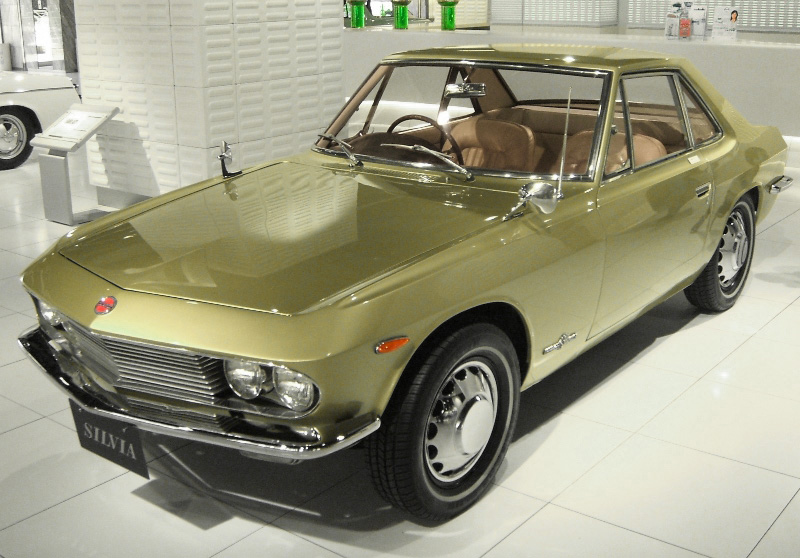
初代 日産・シルビア
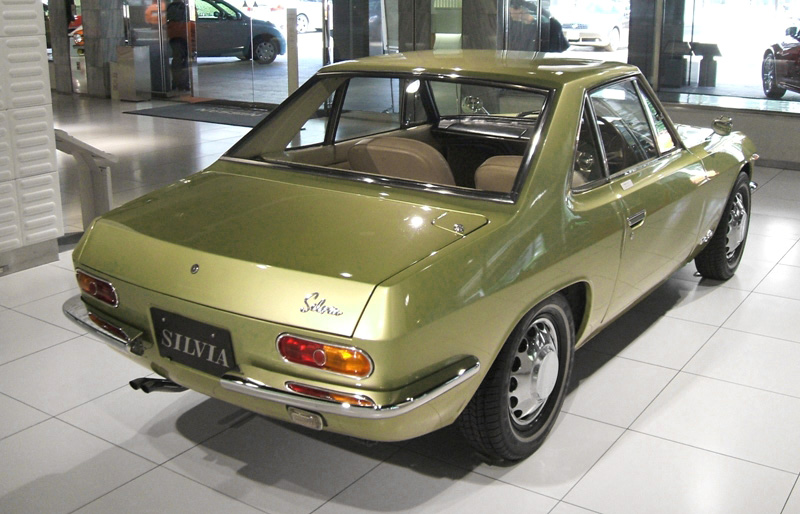
初代 日産・シルビア